# Etli
|  | Per a altres significats, vegeu «Etli de Samos». |

D'acord amb la mitologia grega, Etli (grec antic: Αέθλιος, Aéthlios) va ser un rei de l'Èlida, fill de Zeus (o de Locre, segons altres genealogies) i de Protogenia, filla de Deucalió. Es va casar amb Càlice, filla d'Èol, amb qui va tenir Endimió.
Apol·lodor ofereix una versió alternativa que diu que el primer rei de l'Èlida va ser Endimió, mentre que Pausànias n'ofereix una altra que diu que Etli era fill d'Èol.